# 良栄丸遭難事故
良栄丸遭難事故（りょうえいまるそうなんじこ）は、日本の漁船良栄丸（良榮丸）が遭難した事故。
1. 1926年（大正15年/昭和元年）12月に千葉県銚子の沖で、和歌山県の漁船良栄丸が遭難し、乗組員12人が全員死亡となった事故
2. 1960年（昭和35年）1月に静岡県の沖で、高知県の漁船第2良栄丸が遭難し、乗組員3人が行方不明、9人が救助された事故[1][信頼性要検証][2]

がこう呼ばれるが、ここでは前者について述べる。

## 概要
漁業従事中にエンジンが故障し、北太平洋をおよそ11か月間漂流した。その間に乗組員は全員死亡したが、船体は北アメリカ大陸西岸に漂着した。海難事故で生存者がいなかった場合は、一般にその遭難の原因や経過を知ることが困難な場合がほとんどだが、当事故においては船体が沈没せず、克明に記された航海日誌が残されており、その漂流の経過が判明している。

## 事故の経過

### 遭難と漂流
遭難した良栄丸は和歌山県西牟婁郡和深村（現・東牟婁郡串本町和深）に船籍を持つ42トンの小型動力漁船で1924年（大正13年）秋に建造され、無水式焼玉機関を搭載していた。乗組員は船長の三鬼登喜造、松本源之助など12名。海図は近海図のみ装備されていた。また当時の沿岸小型漁船には無線電信の装備がなかった。
12月5日神奈川県の三崎漁港を出港、銚子沖100キロメートルほどの海域でマグロ漁に従事したが、12月7日、低気圧の通過後に西寄りの季節風が強まり荒天となった。三崎漁港に戻るため航行していた良栄丸は12月12日午前、機関クランクシャフトが折れて航行の自由を失い、東方に吹き流された。日誌には「十二日午前中突然機カイクランク部が折れ、チョット思案にくれた。仕方なく帆を巻き上げしが折悪しく西風にて自由ならず舟を流すことにした」とある（機関は建造当初より不調で、製作した和歌浦鉄工所は遭難前後に倒産したようである）。季節風は15日には収まったが、良栄丸は銚子の東1,600キロメートル付近まで押し流されていた。（18日の日誌には「凡そ金華山沖である見当。思い切って八丈方面へ乗り出す相談初め」とある）乗組員らは、補助の帆（当時の小型船は機関出力が低く補助として帆走の設備があった）を上げるなどして西に戻ろうと努めたが、再び季節風が吹き出して徒労に終わった。救援も得られず、船長は漂流を決意し、船に積載した食糧や漁獲した魚などから4か月は食い延ばすこととし、船員らも同意した。
その後も他船の救援なく、（日誌には漁船、貨物船、外航船を目撃しフライキ（大漁旗）や焚火で救難信号を出した記述がある）西への帆走も失敗。船長はアメリカへの漂着を考える。「二十日の朝八時にいたり風北にして穏やかなり、西風毎日強いゆえ思い切ってアメリカへ乗り出すといふ太いことを船長が相談を致したところまた落着かず、兎に角アンカ三丁あげることにした」との記述が残されている。12月26日にアメリカへの漂着を決め、東航を開始した。日誌にも「二十六日いよいよアメリカへ乗り出すことに決心し碇をあげ、帆を巻き上げ風を七、三に受けてノーイスに舵を向けて進みだした。二十六日十一時間風変わり流した」と書き残されている。その後、機関修理も行ったが失敗したようである（日誌には1月18日「機械の修理出来上がり一八日午後より乗込む」の記述があり、発見時には一つのシリンダー頭部が外されボルトが投げ捨てられていた）。食糧は次第になくなり、3月5日「本日朝食にて糧食なし」となる。以降は船体に繁殖した海草や魚、船に止まった渡り鳥が主食となり、栄養の偏りもあって、3月9日細井機関長が死亡。以降、次第に乗組員が死亡していった。3月6日に乗組員連名で板に遺書を書いている。
板に遺書を書いたのは、万一遭難船が破損又は沈没した場合に紙に書き残した場合水にぬれて失う恐れを配慮して板に書いたもので（船主細井音松氏遺族談）、遺髪として髪と爪を各自記名した封筒に入れて保管していた。これとは別に、船長・三鬼登喜造は、罫紙2枚に鉛筆カタカナ書きで綴った妻子宛の遺書を残していた。3月9日以降、死者は水葬（日誌には水葬の記述は無く、ミステリー本の創作日誌にのみ記述されている）に付したが、後述の脚気など病気や栄養不良で衰弱し行動もままならず、遺体は船内に放置されたままとなる。
最後まで生き残ったのは船長と松本源之助の2名で、両名ともに重度の脚気と栄養失調により、身動きもままならない状態と日記の記述にある。日記は1927年5月11日分が綴られたところで終わっており、最後の記述は
| 「 | 十一日 NNWの風強く浪高し、帆巻き上げたまま流船す。SSWに船はどんどん走っている。船長の小言に毎日泣いている。病気 | 」 |

であった。三鬼、松本両名の死亡日時及び以降の良栄丸の状況は不明。良栄丸はそのまま遺体を載せて東へ漂流、1927年10月31日にシアトル沖でアメリカの貨物船マーガレット・ダラー号により発見された。

### 船長の遺書
船長の三鬼登喜造は妻子に宛てて遺書を書き残しており、おもに妻のつねと二人の子供の家族の今後の生活、子どもたちの将来を心配する内容である。特に長男のキクオには「大きくなっても漁師にはなるな」と重ねて書き記しており、どことも知れぬ海上で死を待つ身となった三鬼の無念さがうかがえる。
以下に現代書きに再構成したものを記載する（一部にみられる方言や誤記、脱字などは修正している）。

### 事後の経過
良栄丸船体はアメリカで必要な調査を受け、三鬼船長と松本源之助と思われるミイラ化した遺体は現地で葬儀ののち火葬された。遺骨と遺品はすべて日本の遺族に返還されたが、船体は遺族の希望によりアメリカで焼却処分された。

## 調査
残された航海日誌を元に、気象学者・藤原咲平が調査研究を行っている。アメリカ西海岸への漂着を目指したことについて、藤原は「漁船にて米国に達せんとするは、コロンブスのアメリカ大陸発見以上に困難なりと心得べし」と評している。

## 当事件に関するデマ
良栄丸の遭難と漂流に関しては、1965年以降（昭和40年代以降）の児童向ミステリー事件の紹介本、それらが情報源となっていると推察されるweb上の情報を中心に、事実無根の話が散見される。
その内容は「乗組員が半狂乱になって悶死した」「狂ったようになって仲間の死体を切り刻んだ」などで、web上に出回っている文章はほぼ同一である。児童書に慣れ親しんだ広い世代を通して、またひかりごけ事件と混同した誤解が長期にわたり語り継がれることになったと推測される。乗組員が残した日記にはそのような内容は一切なく、ほぼ流言飛語のようなものである。そのような事実無根のデマが流れた要因として、事件そのものは不幸な漂流の遭難で人目を引く事件とは言えず、正確に再度紹介される機会は少なかったこと、デマの内容がタブーの食人行為を巡るものであったことが大きい。
「遭難の孤立状態で人肉食におよんだ」という話とその様子について描写したものの発端は、事件当時のアメリカの新聞の推測記事とみられ、アメリカでの報道には、当時のアメリカで「悲惨な遭難の結果人肉食に至った」事件として有名な「ドナー隊事件」と結びつけるネガティヴな記事があり、備品の大漁旗も野蛮民風習と紹介されるなど、事実無根な報道も一部にあった。
当事件について北杜夫の『どくとるマンボウ航海記』（1960）には、かなり正確に紹介されている。